# Victor Edvardsen
Victor Edvardsen (Gotemburgo, 14 de enero de 1996) es un futbolista sueco que juega en la demarcación de delantero para el Go Ahead Eagles de la Eredivisie.

## Selección nacional
Hizo su debut con la selección de fútbol de Suecia en un partido amistoso contra Islandia que finalizó con un resultado de 2-1 a favor del combinado sueco tras el gol de Sveinn Aron Guðjohnsen para Islandia, y de Elias Andersson y Jacob Ondrejka para Suecia.

## Clubes
| Club                  | País         | Año       | Partidos | Goles |
| --------------------- | ------------ | --------- | -------- | ----- |
| IFK Göteborg          | Suecia       | 2015      | 0        | 0     |
| Utsiktens BK (cedido) | Suecia       | 2015      | 12       | 1     |
| Elverum Fotball       | Noruega      | 2016      | 6        | 0     |
| Stenungsunds IF       | Suecia       | 2016      | 11       | 7     |
| IK Oddevold           | Suecia       | 2017      | 11       | 3     |
| Karlstad BK           | Suecia       | 2018-2019 | 60       | 45    |
| Degerfors IF          | Suecia       | 2020-2021 | 63       | 32    |
| Djurgårdens IF        | Suecia       | 2022-2023 | 63       | 17    |
| Go Ahead Eagles       | Países Bajos | 2023-     | 77       | 16    |

## Palmarés

### Títulos nacionales
| Título                   | Club            | País         | Año  |
| ------------------------ | --------------- | ------------ | ---- |
| Copa de los Países Bajos | Go Ahead Eagles | Países Bajos | 2025 |